# Wariacje op. 2 (Chopin)

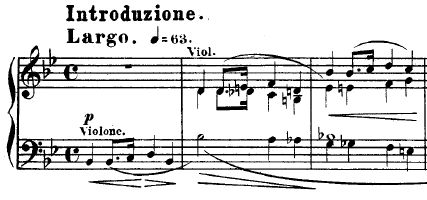
Początek Wariacji (wersja na fortepian solo)

Wariacje B-dur op. 2 na temat Là ci darem la mano z opery Don Giovanni W.A. Mozarta – wariacje na fortepian i orkiestrę napisane przez Fryderyka Chopina. Stworzone na przełomie lat 1827 i 1828. Dzieło dedykowane Tytusowi Woyciechowskiemu (à Mr Titus Woyciechowski). 

(może zbyt śmiały) twoje nakreśliłem imię. (Serce tak chciało, przyjaźń nie wzbroniła, i Ty za złe nie bierz.)

W entuzjastycznej recenzji tego utworu, wydrukowanej w Allgemaine Musikalische Zeitung 7 grudnia 1831 roku Robert Schumann użył słynnego określenia 

Hut ab Ihr Herren, ein Genie (Czapki z głów, panowie, to geniusz)

Wariacje były pierwszym dziełem Chopina, w którym kompozytor podjął się próby potraktowania orkiestry symfonicznej jako partnera fortepianu. Bardzo ważną partię otrzymały w utworze instrumenty smyczkowe, tworzące nastrojowe tło dla wirtuozyjnych fragmentów solisty.
Kompozytor wykorzystał temat ze znanego duetu Don Giovanniego i Zerliny. Chopin napisał:

Wariacje B-dur, na które odebrałem przed parą dniami z Kassel od jednego Niemca, zentuzjazmowanego tymi Wariacjami, dziesięcioarkuszową recenzję, gdzie po ogromnych przedmowach przystępuje do rozbioru onych, takt w takt – tłumaczy, że to nie są wariacje jak każde inne, tylko że to jakieś fantastyczne tableau.

Fragment wariacji podłożono pod tekst pieśni Gdy naród do boju.

## Skład orkiestry
Oprócz fortepianu utwór napisany został na:
- 2 flety,
- 2 oboje,
- 2 klarnety,
- 2 fagoty,
- 2 rogi,
- Instrumenty smyczkowe:
  - skrzypce I,
  - skrzypce II,
  - altówki,
  - wiolonczele,
- Kotły.

Zachwyt Schumanna wobec op. 2 jest w pełni zrozumiały mimo skromnej, niemal schematycznej roli orkiestry.

## Budowa utworu
1. Introdukcja: Largo

2. Temat: Allegretto

3. Wariacje:
- I wariacja: Brillante
- II wariacja: Velonce, ma accuratamente
- III wariacja: Sempre sostenuto
- IV wariacja: Con bravura
- V wariacja: Adagio

4. Finał: Alla Polacca
Na szczególną uwagę zasługuje Wariacja V (Adagio), porzucająca czysto popisowy ton brillant na rzecz zaskakującej i mrocznej dramaturgii. Dzieło zamknięte zostaje polonezem, o którym jeden z paryskich krytyków napisał:

Co się tyczy finału Alla polacca: nie znamy nic równie wspaniałego